# Ditlev Cai Holsten
Ditlev Cai baron (von)Holsten (30. april 1762 på Holstenshuus – 16. november 1834) var en dansk officer, bror til bl.a. Hans Holsten og far til Frederik Christian Holsten.
Han var søn af lensbaron Adam Christopher Holsten og Adelheid Benedicte Rantzau, blev kadet, 1775 løjtnant i Armeen, 1779 virkelig sekondløjtnant i 3. bataljon af Norske Livregiment, 1785 til Livgarden til Fods, 1794 stabskaptajn og kammerjunker, 1801 major og 5. stabsofficer i Sjællandske Infanteriregiment, 1803 major i Marineregimentet, 1806 major à la suite i Søndresjællandske Landeværnsregiment, 1808 karakteriseret oberstløjtnant og kommandør for 4. bataljon af Norske Livregiment og samme år kammerherre, virkelig oberstløjtnant og bataljonskommandør i Norske Livregiments linje, 1809 til Prins Christian Frederiks Regiment som bataljonskommandør, 1811 oberst af infanteriet, 1813 virkelig oberst og kommandør for regimentet. Holsten blev 1817 Ridder af Dannebrog og 1826 Kommandør af Dannebrog og fik 1828 afsked som generalmajor.
28. juli 1796 ægtede han i Garnisons Kirke Sophie Elisabeth Kaas (af Mur) (29. juli 1773 – 18. april 1857 i Nykøbing Falster), datter af admiral Frederik Christian Kaas (af Mur) og Edele Sofie Kaas (af Sparre). Blandt deres børn var Frederik Christian Holsten.